# Østerhøj
Der Østerhøj (auch Svinø Østerhøj - deutsch „Osthügel“) östlich von Svinø, auf der Svinø-Halbinsel auf der Westseite der Insel Seeland in Dänemark ist ein 2005 vom Nationalmuseum restauriertes Ganggrab der Trichterbecherkultur (TBK), das zwischen 3500 und 2800 v. Chr. entstand. Die Halbinsel war damals noch eine Insel und der Meeresspiegel lag einen Meter höher. Die Anlage liegt heute unterhalb des Meeresspiegels.
Das Ganggrab ist eine Bauform jungsteinzeitlicher Megalithanlagen, die aus einer Kammer und einem baulich abgesetzten, lateralen Gang besteht. Diese Form ist primär in Dänemark, Deutschland und Skandinavien, sowie vereinzelt in Frankreich und den Niederlanden zu finden.  

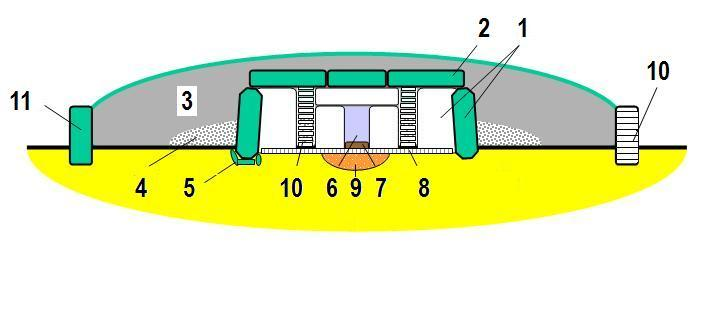
Schema Ganggrab (Querschnitt) 1=Trag-, 2= Deckstein, 3=Erdhügel, 4=Dichtung, 5=Verkeilsteine, 6=Zugang, 7= Schwellenstein. 8=Bodenplatten, 9=Unterbodendepots, 10=Zwischenmauerwerk 11=Randsteine

## Beschreibung
Bei der Restaurierung wurden Schälchen aus der Bronzezeit (1800 bis 500 v. Chr.) entdeckt, die auf eine Nachnutzung der Anlage weisen. Nach der Wiederherstellung erscheint der Østerhøj so authentisch wie möglich. Die etwa acht Meter lange und bis zu 2,2 m breite Kammer hat 18 (alle) Tragsteine und vier (von sechs) große erhaltene Decksteine. Sie liegt fast Nord-Süd orientiert im Hügel, verbunden mit der Außenwelt über einen etwa sechs Meter langen, bis zu 1,3 m breiten Gang aus 13 Trag- bzw. Türsteinen und drei (von sechs) erhaltenen Decksteinen. Der Endstein (Sturz) des Ganges („nøglesten“ oder „Überlieger“) ist zugleich ein Tragstein des mittleren Decksteins. Die Kammerbreite ist mittig, wo der Gang anschließt am schmalsten und weitet sich insbesondere auf der Südseite auf. Beide Enden sind stark gerundet. 
Der Grund für die Wiederherstellung des Østerhøjs war, dass die Anlage nahezu intakt war. Nur ein kleiner Trag- und ein Deckstein der Kammer sowie zwei Decksteine des Ganges fehlen. Der nördliche Deckstein der Kammer ist gesprengt. Ein Schicksal, das die meisten Großsteingräber traf, als im frühen 19. Jahrhundert die Steine und für andere Zweck entfernt wurden. An einigen Stellen in der Kammer war es erforderlich die Decksteine mit Stahlträgern zu stützen. Während der Restaurierung wurden die Zwischenmauerwerke und der Hügel über der Kammer mit seinen Dichtungen wiederhergestellt. Zur Abdichtung gegen eindringendes Wasser wurde ein wasserdichtes Flies eingebaut. 
Die Bauern der TBK bauten nach neuen Schätzungen fast 30.000 Hünengräber. Über 7.000 Großsteingräber sind in Dänemark bekannt, von denen etwa 2.800 erhalten sind (in Deutschland sind es etwa 900 von vermutlich 5600). In Dänemark sind rund 500 Ganggräber erhalten, aber nur wenige so gut wie der Østerhøj. Der Østerhøj wurde vom National Museum im Jahr 1905 registriert und liegt an einem öffentlichen Weg.
Benachbart liegt der Måneshøj beim Dorf Svinøvester.